# ریو ماتسودا
ریو ماتسودا (انگلیسی: Ryo Matsuda؛ زادهٔ ۱۳ سپتامبر ۱۹۹۱) بازیگر اهل ژاپن است.